# Viehwaggon
Viehwaggon ist ein umgangssprachlicher Begriff für einen Eisenbahnwagen zum Tiertransport. Vieh wurde und wird in der Regel in gedeckten oder offenen Güterwagen befördert.
Gedeckte Güterwagen, die im allgemein für den Transport von witterungsempfindlichen Gütern bestimmt sind, waren aber auch für den Tiertransport vorgesehen. Nur für den Transport von Rennpferden wurden Stallungswagen verwendet und für Kleinvieh (Schafe, Ziegen, Geflügel und Kaninchen) wurden Verschlagwagen verwendet. In offenen Güterwagen (Hochbordwagen), früher auch Hornviehwagen genannt, wurden Rinder aber auch Pferde oder Schweine transportiert. Für die Beförderung von Militärpferden in Güterwagen wurden unter anderem entsprechende Anbinde-Ringe vorgesehen. Der Transport von Groß- und Kleinvieh verlangt besondere Vorkehrungen (Lüftungsklappen, Befestigungsmittel, Tränkvorrichtungen und Schaulöcher), um quantitative und qualitative Verluste zu vermeiden. Auch Militärmannschaften wurden in gedeckten Güterwagen befördert.
„Eisenbahner und Eisenbahnfreunde lehnen … die Bezeichnung ‚Viehwaggon‘ als einseitig ab“. Sie verweisen dabei auf die Multifunktionalität des Güterwagens.

## Holocaust und künstlerische Verarbeitung

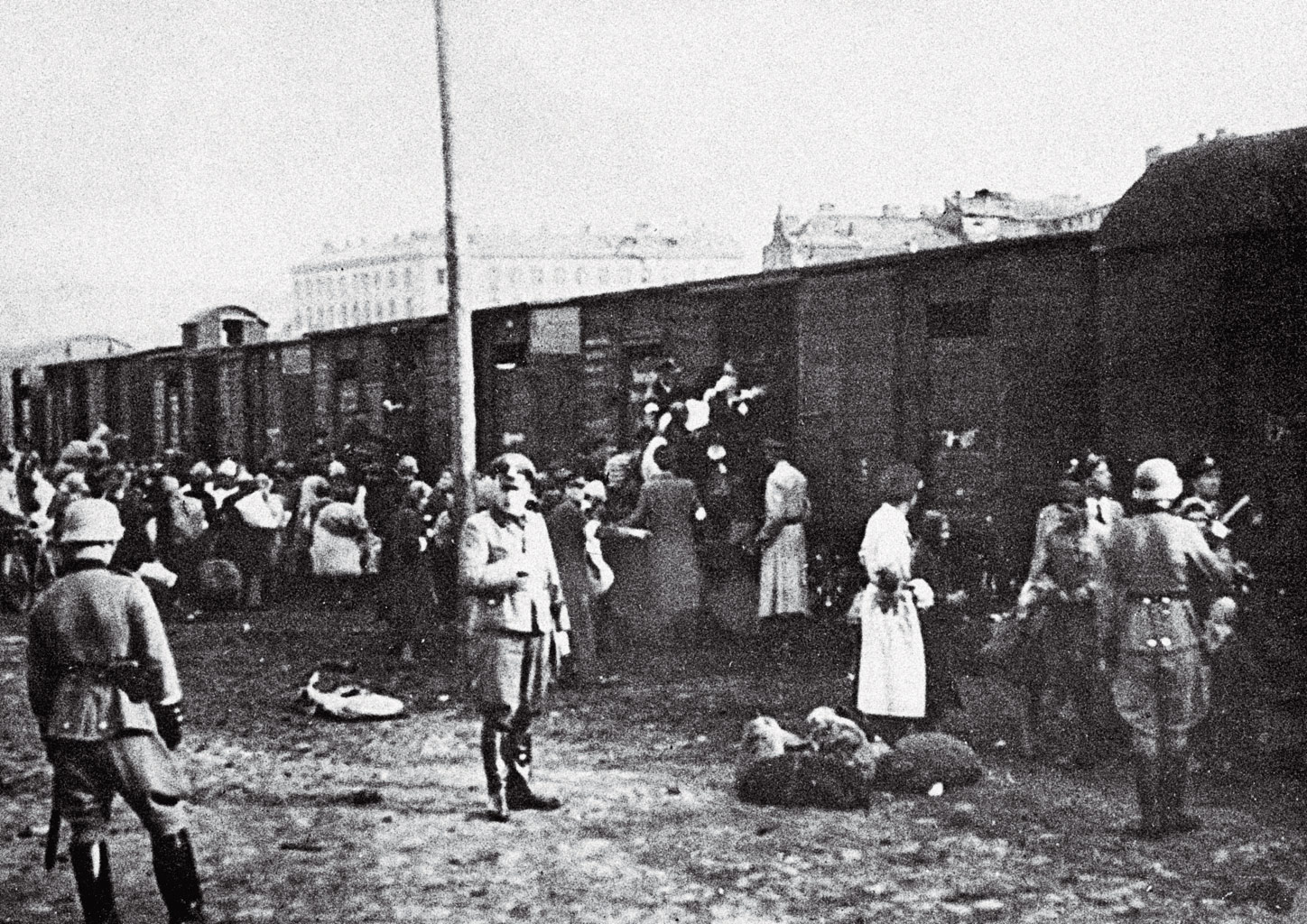
Juden bei der Verladung am Umschlagplatz Warschau

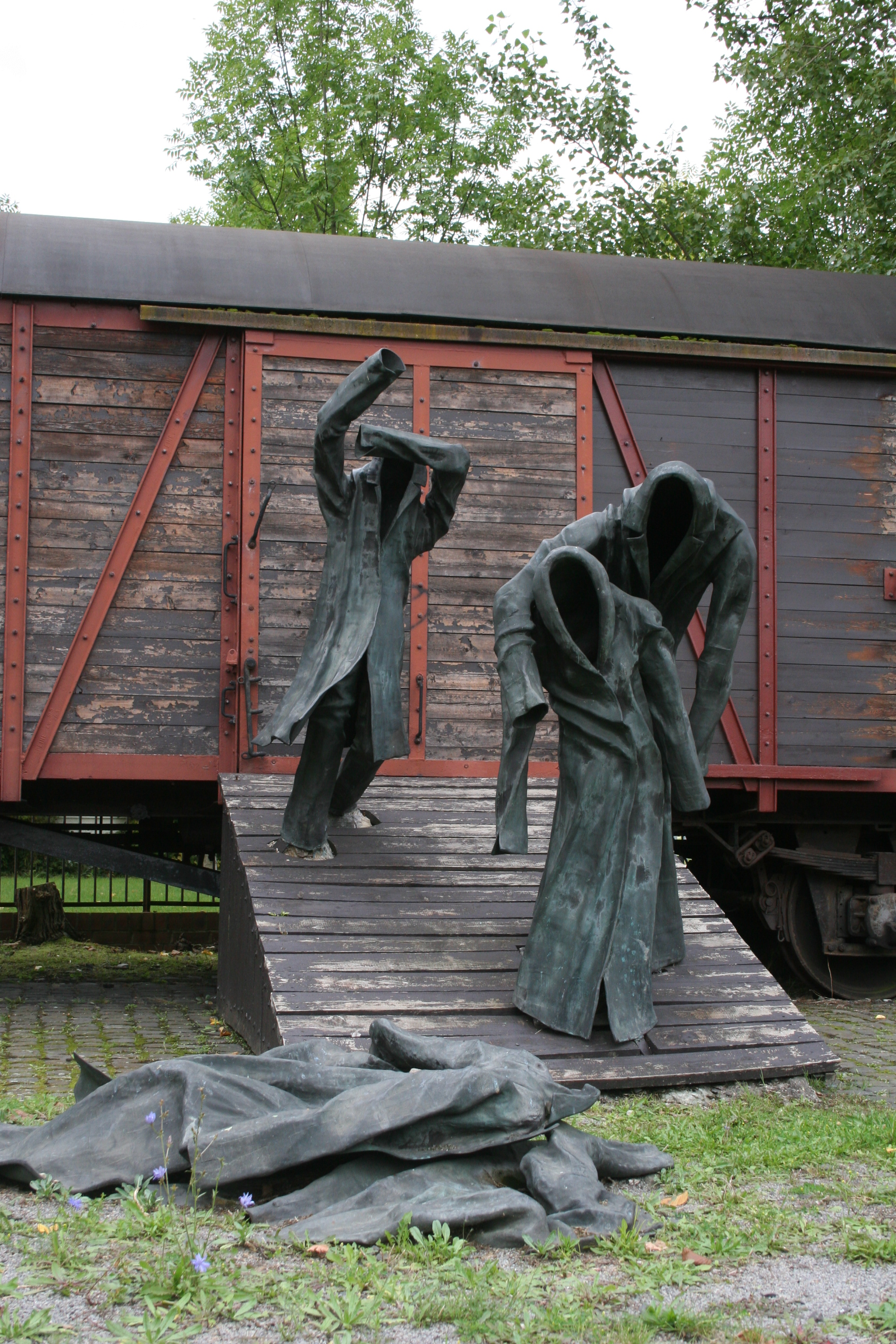
Mahnmal „Die Rampe“ von E. R. Nele in Kassel

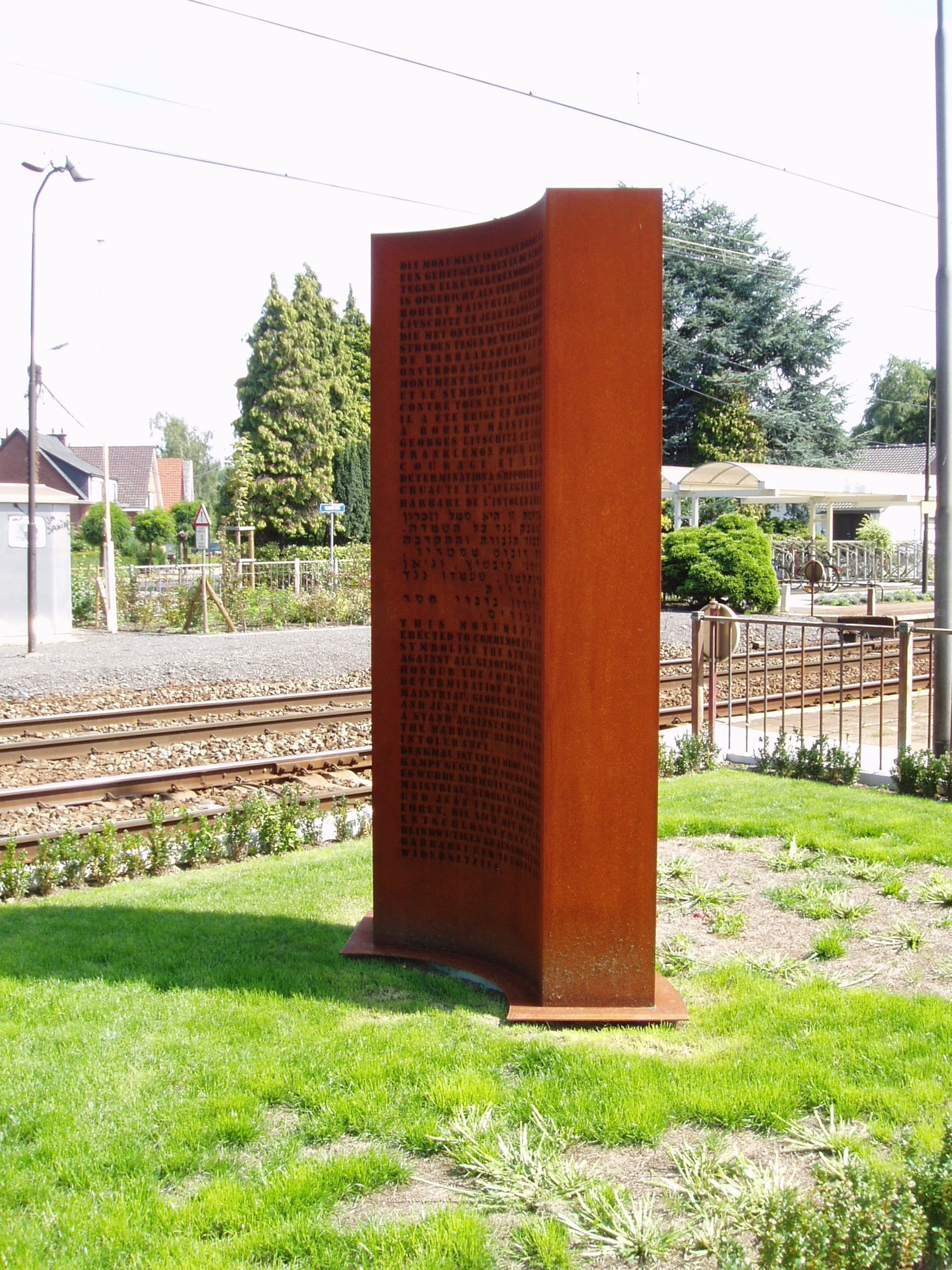
Mahnmal an der Stelle des Überfalls auf den 20. Deportationszug nach Auschwitz

Der Begriff „Viehwaggon“ wird häufig benutzt im Zusammenhang mit dem Transport von Juden und „Zigeunern“ in die Konzentrations- und Vernichtungslager; der Viehwaggon ist zu einem Symbol für Deportation und Holocaust geworden.
Für die Deportation von Juden aus Deutschland nach Litzmannstadt, Minsk, Kowno, Riga, in den Distrikt Lublin sowie ins Ghetto Theresienstadt setzte die Reichsbahn bis 1941/42 zunächst vielfach alte, aus dem 19. Jahrhundert stammende Abteilwagen der 3. Klasse ein. Dagegen wurden seit dem Frühjahr 1942 die Massentransporte aus dem Generalgouvernement in die Vernichtungslager sowie die Deportationen aus den übrigen besetzen Gebieten Europas von Frankreich bis Griechenland nach Auschwitz fast ausnahmslos in gedeckten Güterwagen durchgeführt.
Die Bezeichnung „Viehwaggon“ wird verwendet aufgrund
- der Wahrnehmung der Überlebenden der Transporte, die die autobiografische Darstellung prägt[6] und
- des Charakters dieser Fahrten (Massentransporte mit Tötungsorten als Ziel wie bei Schlachtvieh), die viele Teilnehmer nicht überlebten, wobei die besonderen Bedingungen für Überlebende, Historiker wie mediale Bearbeiter des Themas die Analogie nahelegen.

Gedeckte Güterwagen „sind damit zu einer international verbreiteten Ikone“ für die nationalsozialistische Massenvernichtung geworden „wie das Tor zum Stammlager Auschwitz“.
Diese Menschentransporte unterschritten die Standards für Tiertransporte erheblich. Die Menschen wurden eher wie Stückgut transportiert.
Seit 1983, als über die Verwendung eines deutschen Güterwagens als Eingangstor zu einem Museum der Shoah in Dallas berichtet wurde, begann man sich auch in Deutschland mit dem Thema intensiver zu beschäftigen. Die Bildhauerin E. R. Nele setzte sich in ihrem Werk mehrfach mit der Holocaust-Thematik auseinander. Das Mahnmal „Die Rampe“ steht vor der Universität Kassel.
Ein weiteres Mahnmal, welches den gedeckten Güterwaggon als Symbol nutzt, steht in der Levetzowstraße in Berlin-Moabit. Das Mahnmal steht seit 1988 auf dem Gelände der 1955 abgerissenen Synagoge Levetzowstraße. Ab Oktober 1941 wurden hier Juden gesammelt um im nahegelegenen Moabiter Güterbahnhof in die Deportations Zügen gebracht zu werden.
Am 19. April 1943 stoppten die drei belgischen Widerstandskämpfer Youra Livchitz, Robert Maistriau und Jean Franklemon den 20. Deportationszug, der 1618 Juden und einige Sinti und Roma aus Nordfrankreich und dem Pas-de-Calais vom SS-Sammellager Mechelen aus ins KZ Auschwitz-Birkenau transportierte. Es war der erste Viehwaggon, der von den Nazis benutzt wurde, denn aus den vorherigen Zügen konnten zu viele Gefangene aus den Fenstern springen. Die kleinen Fensteröffnungen des Viehwaggons wurden mit Holzlatten zugenagelt. Beim erzwungenen Halt auf offener Strecke nahe Boortmeerbeek verhalfen die drei Widerstandskämpfer 231 Personen zur Flucht.